# Aurel Wagbe
Aurel Badji Wagbe (* 4. Februar 2004 in Reinbek) ist ein deutscher Fußballspieler.

## Karriere

### Verein
Nach seinen Anfängen in der Jugend des SC Eilbek, des USC Paloma Hamburg und des Hamburger SV wechselte Wagbe im Sommer 2019 in die Jugendabteilung des VfL Wolfsburg. Für seinen Verein bestritt er sechs Spiele in der B-Junioren-Bundesliga, 29 Spiele in der A-Junioren-Bundesliga und sechs Spiele in der Saison 2021/22 in der UEFA Youth League, bei denen ihm insgesamt vier Tore gelangen.
Im Sommer 2023 wechselte er zum Zweitligisten Holstein Kiel und kam dort auch zu seinem ersten Einsatz im Profibereich, als er am 25. August 2023, dem 4. Spieltag, beim 2:0-Auswärtssieg gegen den FC Schalke 04 in der 90. Spielminute für Tom Rothe eingewechselt wurde.

### Nationalmannschaft
Wagbe bestritt im Jahr 2021 zwei Spiele für die U18-Nationalmannschaft des DFB.

## Erfolge
- Aufstieg in die Bundesliga: 2024